# Calycorectes enormis
Calycorectes enormis är en myrtenväxtart som beskrevs av Mcvaugh. Calycorectes enormis ingår i släktet Calycorectes och familjen myrtenväxter. Inga underarter finns listade i Catalogue of Life.